# Blundell Park
Il Blundell Park è uno stadio di calcio situato a Cleethorpes, North East Lincolnshire, Inghilterra ed è sede del Grimsby Town F.C.. Lo stadio è stato costruito nel 1898 ma è rimasto solo uno degli stand originali. La capacità del terreno di gioco è 9.546, con tutti posti a sedere.